# Seminar FC 1909 Thorn
Seminar FC 1909 Thorn – klub piłkarski w Toruniu, działający w latach 1909–1920. Jedyny toruński klub grający w finałowych rozgrywkach Bałtyckiego Związku Sportów na Trawie i Zimowych (Baltische Rasen- und Wintersport-Verband; BRuWV).

## Historia

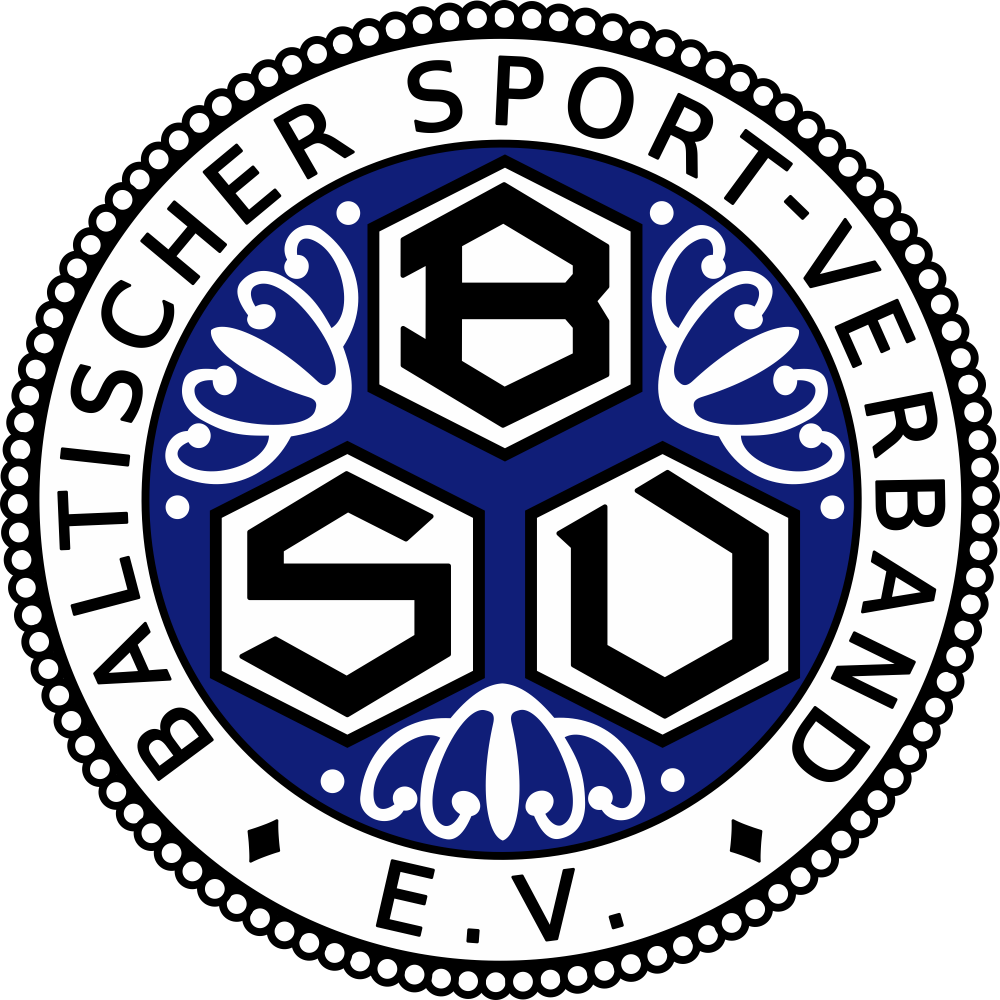
Logo Bałtyckiego Związku Sportów na Trawie i Zimowych (BRuWV)

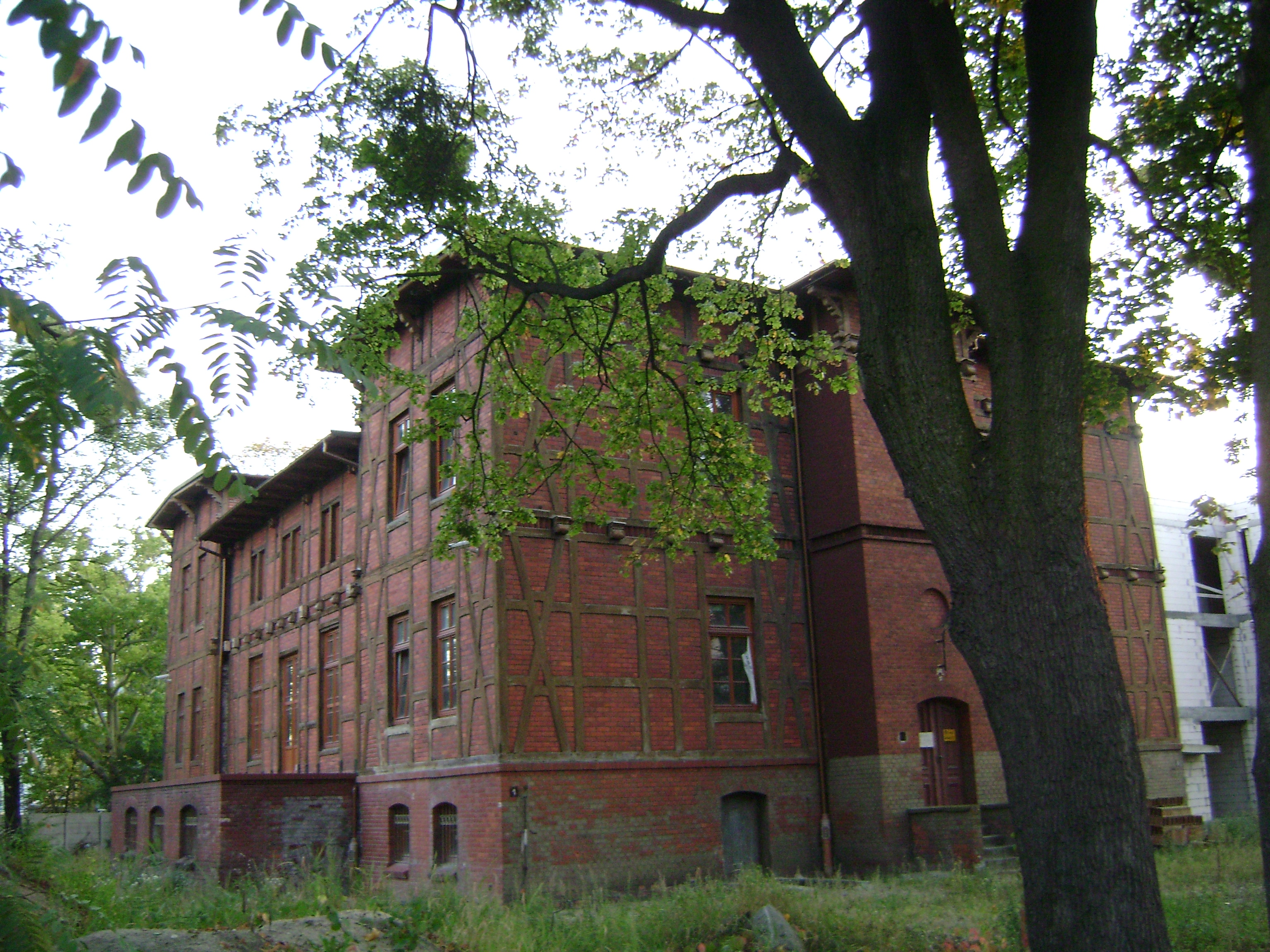
Jedyna pozostałość po Koszarach Pionierów, na boisku których klub rozgrywał swoje mecze

Klub założono przy Seminarium Katolickim (obecnie jest to budynek Wydziału Sztuk Pięknych UMK w Toruniu przy ul. Sienkiewicza 30/32) pod nazwą Seminar Fussball Club Borussia Thorn. Z początkiem roku 1910 klub zmienił nazwę na Seminar Fussball Club Rhenania Thorn, a latem roku następnego na Seminar Fussball Club 1909 Thorn. Jeszcze pod tą przedostatnią nazwą klub wstąpił do BRuWV, który był jednym z regionalnych związków piłkarskich Cesarstwa Niemieckiego i organizował rozgrywki piłkarskie w prowincjach Zachodniopruskiej i Wschodniopruskiej.
Chociaż Seminarium dysponowało własnym boiskiem to klub grał na nim wyłącznie towarzysko (i na dodatek rzadko) a mecze o punkty rozgrywał na którymś z pozostałych boisk w mieście. Było ich kilka i to nie w dzisiejszym rozumieniu (tzn. były to doraźnie przygotowywane do meczów place apelowe, place ćwiczeń i inne place), ale w przypadku Seminar FC 1909 przewijają się tylko dwa: boisko w Koszarach Pionierów mieszczących się naprzeciwko seminarium, po drugiej stronie ulicy Sienkiewicza (ówcześnie nazywającej się Schulstrasse) oraz boisko w koszarach niemieckiego 21 Pułku Piechoty, które z kolei znajdowały się po drugiej stronie Wisły, aż na Rudaku. Do roku 1911 mecze rozgrywał głównie na tym pierwszym boisku, by od sezonu 1912 przenieść się na boisko za Wisłę (które chyba stało się głównym boiskiem piłkarskim w mieście bo od tego sezonu praktycznie każdy mecz o punkty rozgrywany był tam, nie tylko w wykonaniu Seminar FC)
W latach 1909 i 1910 klub rozgrywał tylko mecze towarzyskie i to wyłącznie z innymi drużynami toruńskimi. Pierwszy z nich odbył się 17 października 1909 na nowym boisku Seminarium Katolickiego z drużyną Seminarium Ewangelickiego (czyli SSC Eintracht Thorn) i zakończył zwycięstwem Seminar FC Borussia (wtedy klub grał pod tą nazwą) 4:0.
W roku 1910 klub z niewiadomych przyczyn nie przystąpił do rozgrywek BRuWV, chociaż grały w nich SV Thorn (chociaż ten klub był już doświadczonym, grał także w rozgrywkach 1909, to Seminar FC pokonał go w towarzyskim meczu w styczniu 1910) a także SSC Eintracht Thorn, z którym przecież Semiar FC wygrał wysoko we wspomnianym meczu w 1909, a w innym meczu zremisował.

### 1911
W sezonie tym cały region podlegający BRuWV, czyli prowincje Wschodnio- i Zachodniopruska, zostały podzielone na 10 okręgów (Bezirk). Okręgi o numerach I - V należały do prowincji Wschodniopruskiej, pozostałe pięć do prowincji Zachodniopruskiej (VI Elbląg, VII Grudziądz, VIII Gdańsk, IX Słupsk/Koszalin, X Bydgoszcz/Piła). Każdy z okręgów miał co najmniej dwa poziomy rozgrywek, numerowane: Klasa I, Klasa II itd. W okręgach z mniejszą ilością drużyn w Klasie II grały głównie drugie drużyny (rezerwy) - tak właśnie było w Bezirksklasse Graudenz (Grudziądz) - ale w niektórych okręgach grały tam normalne drużyny, za słabe na pierwszą klasę. Rekordzistą pod tym względem była Bezirksklasse Danzig (Gdańsk), która miała aż 4 poziomy (Klasse I - IV), co prawda w dwóch ostatnich grały wyłącznie drużyny rezerw.
Rozgrywki odbywały się systemem "brak systemu" - nie było ligi, ciężko też uznać kolejność meczów za system pucharowy. Z ośmiu meczów, których wyniki można odnaleźć, aż siedem rozegrał Seminar FC 1909. Pokonał kolejno SSC Eintracht Thorn 6:2, SSV Komet Graudenz (Grudziądz) 7:1, TSV Vistula Thorn 6:0, SV Marienwerder (Kwidzyn) 2:1, SC Graudenz 4:3, a w międzyczasie zremisował jeszcze jeden mecz z SC Graudenz 1:1. Ostatni wygrany mecz (4:3 z SC Graudenz) został określony jako "rozstrzygający" ("das Entscheidungsspiel"). Prasa podawała, że wkrótce (tj. 18 lutego) torunian czekał jeszcze mecz z Seminar Tuchel, które chociaż jest członkiem BRuWV, to nie może uczestniczyć w rozgrywkach mistrzowskich ze względu na zbyt duże oddalenie ich miasta. Mecz ten został określony mianem "Ausschlussspiel" czyli "niewliczający się do rozgrywek" i Torunianie wygrali go 6:2.
W finale rozgrywek, gdzie już obowiązywał klasyczny system pucharowy z udziałem 8 drużyn (z okręgów Kętrzyn/Ełk i Bydgoszcz/Piła żadnej drużyny nie zakwalifikowano do finałów), klub 17 marca 1912 przegrał w pierwszej rundzie z SV 10 Allenstein (Olsztyn) 1:3 i zakończył przygodę z mistrzostwami. Nigdy więcej klub nie zagrał już na tym etapie rozgrywek, bo chociaż był najsilniejszym klubem w regionie toruńsko-bydgoskim, to drużyny grudziądzkie i kwidzyńskie były jeszcze silniejsze i to one zdobywały awans do finałów Związku (gdzie z kolei ulegały jeszcze silniejszym klubom z Gdańska i Królewca).

### 1912

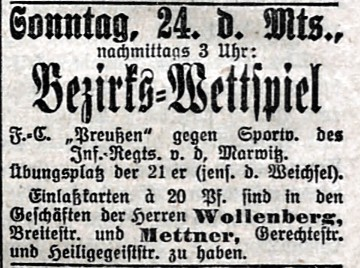
Zapowiedź pierwszego meczu sezonu 1912/1913. Cena biletu to 20 fenigów (jeden numer gazety to 10 fenigów a miesięczna prenumerata wynosiła 75 fenigów), Die Presse, 21.03.1912

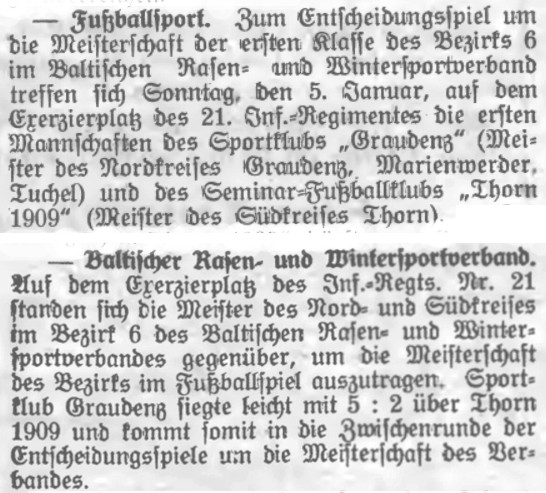
Zapowiedź meczu finałowego sezonu 1912/1913 w okręgu grudziądzkim (u góry) i wynik (na dole), Thorner Zeitung, 31.12.1912 i 10.01.1913

Organizacja rozgrywek w tym sezonie nie uległa większym zmianom. Jedyną różnicą był podział okręgu VI grudziądzkiego (Bezirk VI Graudenz) na grupy: północną (grudziądzko-kwidzyńską) i południową (toruńską). W Klasie II, również podzielonej na grupę północną i południową, zagrały drugie drużyny klubów z Klasy I z wyjątkiem FC Preussen Thorn.
| Bezirksklasse VI Graudenz, Gruppe Süd, 1912/1913 | Bezirksklasse VI Graudenz, Gruppe Süd, 1912/1913 | Bezirksklasse VI Graudenz, Gruppe Süd, 1912/1913 | Bezirksklasse VI Graudenz, Gruppe Süd, 1912/1913 | Bezirksklasse VI Graudenz, Gruppe Süd, 1912/1913 |
| ------------------------------------------------ | ------------------------------------------------ | ------------------------------------------------ | ------------------------------------------------ | ------------------------------------------------ |
| Rywal                                            | data                                             | wynik                                            | data                                             | wynik                                            |
| FC Preussen Thorn (N)1                           | 28.10.1912                                       | ?2                                               | 9.06.1912                                        | 2:4                                              |
| SSC Eintracht Thorn                              | 28.04.1912                                       | 3:3                                              | 23.11.1912                                       | 5:1                                              |
| SpVgg von Marwitz Thorn (N)3                     | 5.05.1912                                        | 3:0                                              |                                                  | ?4                                               |
| TSV Vistula Thorn                                | -                                                | wo5                                              | -                                                | wo5                                              |
| Źródło: "Thorner Zeitung", "Die Presse"          |                                                  |                                                  |                                                  |                                                  |
| (N) Nowy klub                                    |                                                  |                                                  |                                                  |                                                  |

1Klub powstał we wrześniu 1911 i dotąd grał wyłącznie mecze towarzyskie.

2Mecz zapowiedziano w prasie na ten dzień, ale nie wiadomo jakim zakończył się wynikiem. Analiza tabeli końcowej każe przyjąć, że zakończył się remisem lub zwycięstwem Seminar FC.

3Klub powstał pod koniec 1910 i dotąd grał wyłącznie mecze towarzyskie.

4Brak informacji o dacie i wyniku meczu. Analiza tabeli końcowej każe przyjąć, że zakończył się remisem lub zwycięstwem Seminar FC.

5TSV Vistula wycofał się z jesiennej rundy rozgrywek, ale oba mecze z Seminar FC miała rozegrać właśnie w rundzie jesiennej.

Klub wygrał grupę południową i w finale okręgu (Bezirk VI Graudenz) klub zmierzył się ze zwycięzcą grupy północnej - SC Graudenz. Mecz odbył się w Toruniu 5 stycznia 1913 i zakończył zwycięstwem gości 5:2.
Po rundzie wiosennej odbył się mecz pomiędzy liderami obu grup (północnej i południowej), którymi też były Seminar FC i SC Graudenz. Mecz odbył się w Grudziądzu w czerwcu 1912 i zakończył zwycięstwem grudziądzan 4:3. Wynik tego meczu zdawał się nie mieć żadnego wpływu na rozgrywki, zapewne miał znaczenie wyłącznie prestiżowe.

### 1913
System rozgrywek w tym sezonie uległ sporym zmianom. BRuWV przejął rozgrywki ze Szczecina, w związku z czym dokonano podziału całego regionu na trzy rejony (Kreis): Kreis I Ostpreußen z siedzibą w Królewcu, Kreis II Danzig/Westpreußen w Gdańsku i Kreis III Pommern w Szczecinie. Każdy z nich dzielił się na 4 do 5 okręgów (Bezirk), w przypadku rejonu II były to: I gdański, II elbląski, III grudziądzki i IV chojnicki. Okręg III (Bezirk III Graudenz), podobnie jak przed rokiem, podzielono na dwie grupy: północną (grudziądzko-kwidzyńską) i południową (toruńsko-bydgoską). W klasie II zagrały drugie drużyny klubów z klasy I z wyjątkiem SC Bromberg.
| Bezirksklasse III Graudenz, Gruppe Süd, 1913/1914 | Bezirksklasse III Graudenz, Gruppe Süd, 1913/1914 | Bezirksklasse III Graudenz, Gruppe Süd, 1913/1914 | Bezirksklasse III Graudenz, Gruppe Süd, 1913/1914 | Bezirksklasse III Graudenz, Gruppe Süd, 1913/1914 |
| ------------------------------------------------- | ------------------------------------------------- | ------------------------------------------------- | ------------------------------------------------- | ------------------------------------------------- |
| Rywal1                                            | data                                              | wynik                                             | data                                              | wynik                                             |
| SpVgg von Marwitz Thorn                           |                                                   |                                                   |                                                   |                                                   |
| SC Bromberg2                                      | 19.10.1913                                        | 3:1                                               |                                                   |                                                   |
| SV Vistula Thorn                                  | 28.09.1913                                        | 3:0                                               | 1.06.1913                                         | 0:1                                               |
| SSC Eintracht Thorn                               |                                                   |                                                   | 4.05.1913                                         | 1:1                                               |
| Źródło: "Thorner Zeitung"                         |                                                   |                                                   |                                                   |                                                   |

1Grający w poprzednim sezonie FC Preussen Thorn połączył się z TSV Vistula Thorn i grały dalej jako SV Vistula Thorn.

2W sezonach 1911-1913 klub grał w okręgu X, który najpierw wydzielono a teraz z powrotem przyłączono do IV.

Klub wygrał grupę południową i w finale okręgu (Bezirk III) klub zmierzył się ze zwycięzcą grupy północnej - SV Marienwerder. Mecz odbył się 14 grudnia 1913 na neutralnym terenie w Grudziądzu i zakończył porażką Seminar FC 1:4.

### 1914
System rozgrywek nie uległ zmianie. Sezon rozpoczął się 19 kwietnia 1914 meczem SC Bromberg - SV Hohenzollern Thorn, ale później rozegrano tylko pięć spotkań. Ostatnie z nich miało miejsce 21 maja, ale wiemy jeszcze o meczu zaplanowanym na 25 maja. W Klasie II zagrały drugie drużyny klubów z Klasy I, prawdopodobnie z wyjątkiem rezerw SC Bromberg i SV Kujawien Hohensalza.
| Bezirksklasse III Graudenz, Gruppe Süd, 1914/1915 | Bezirksklasse III Graudenz, Gruppe Süd, 1914/1915 | Bezirksklasse III Graudenz, Gruppe Süd, 1914/1915 | Bezirksklasse III Graudenz, Gruppe Süd, 1914/1915 | Bezirksklasse III Graudenz, Gruppe Süd, 1914/1915 |
| ------------------------------------------------- | ------------------------------------------------- | ------------------------------------------------- | ------------------------------------------------- | ------------------------------------------------- |
| Rywal1                                            | data                                              | wynik                                             | data                                              | wynik                                             |
| SV Vistula Thorn                                  |                                                   |                                                   | 3.05.1914                                         | 6:1                                               |
| SC Bromberg                                       | 21.05.1914                                        | 4:0                                               |                                                   |                                                   |
| SSC Eintracht Thorn                               | 25.05.1914                                        | ?2                                                |                                                   |                                                   |
| SV Kujawien Hohensalza (N)1                       |                                                   |                                                   |                                                   |                                                   |
| SV Hohenzollern Thorn (N)1                        |                                                   |                                                   |                                                   |                                                   |
| Źródło: "Thorner Zeitung"                         |                                                   |                                                   |                                                   |                                                   |
| (N) Nowy klub                                     |                                                   |                                                   |                                                   |                                                   |

1Do rozgrywek nie przystąpił SpVgg von Marwitz Thorn. SV Hohenzollern Thorn i SV Kujawien Hohensalza do związku sportowego przystąpiły w trakcie poprzednich rozgrywek.

2Mecz zapowiedziano w prasie na ten dzień, ale nie wiadomo czy się odbył ani jakim zakończył wynikiem.

28 czerwca 1914 doszło do zamachu na austro-węgierskiego następcę tronu w wyniku czego 1 sierpnia 1914 Cesarstwo Niemieckie znalazło się w stanie wojny z Rosją, 3 sierpnia z Francją a 4 sierpnia z Wielką Brytanią. Wszystkie rozgrywki sportowe zawieszono.